# Estación Speluzzi
Speluzzi es una estación ferroviaria ubicada en la localidad de Speluzzi, en el departamento Maracó, Provincia de La Pampa, Argentina.

## Ubicación
La estación  se encuentra ubicada a 16 km de la ciudad de General Pico.

## Servicios
Desde agosto de 2015 no se prestan servicios de pasajeros.
Sus vías están concesionadas a la empresa de cargas Ferroexpreso Pampeano